# 珠洲市立上黒丸中学校
珠洲市立上黒丸中学校（すずしりつかみくろまる ちゅうがっこう）は、かつて石川県珠洲市若山町にあった市立中学校。1947年5月8日開校、2003年3月25日閉校。

## 沿革
- 1947年（昭和22年）- 若山村立上黒丸中学校を開校。
- 1951年（昭和26年）- 若山村立若山中学校第二教場。
- 1954年（昭和29年）- 珠洲市立若山中学校上黒丸分校。
- 1968年（昭和43年）- 若山中学校廃校により珠洲市立上黒丸中学校となる。
- 2003年（平成15年）- 生徒数減少により閉校。

## 所在地
- 石川県珠洲市若山町10-34

## 閉校
閉校となった2002年度時点の生徒数は、卒業生5名を含む計8名であった。2003年3月24日の閉校式をもって上黒丸中学校は閉校となった。